# L'honorable
Pour les articles homonymes, voir Hon.
L'expression « l'honorable » (souvent abrégé en l'hon. ou hon.), ou « The Honourable » en anglais (« The Honorable » aux États-Unis), est un prédicat honorifique utilisé dans le monde anglo-saxon souvent attaché au nom de certaines classes de personnes.

## Dans le monde

### Australie
En Australie, tous les ministres de gouvernements du Commonwealth ou d'États (mais pas des territoires) ont droit au préfixe « l'honorable ». Sauf dans les États de la Nouvelle-Galles du Sud et l'Australie-Méridionale, le titre est retenu à vie parce qu'il reconnaît que leur nomination au conseil exécutif respectif (lorsqu'ils deviennent d'abord ministre) est une nomination à vie, et la personne demeure techniquement un « conseiller exécutif sur appel ». En Nouvelle-Galles du Sud et en Australie-Méridionale le Premier ministre peut conseiller au monarque de décerner le titre à des anciens ministres à vie. Les officiers présidents au parlement du Commonwealth et des États ont également droit à l'honorifique, mais seulement pendant la durée de leur mandat ; une permission spéciale est parfois accordée pour qu'un ancien officier président retienne le titre après avoir quitté son poste.
Le prédicat « l'honorable » n'est pas acquis en vertu du fait de siéger à la Chambre des représentants ou au Sénat. Un député ou sénateur peut avoir le titre s'il l'a acquis ailleurs, par exemple en étant un ministre ou ancien ministre. Tout comme au Royaume-Uni, dans le déroulement des procédures dans les chambres du parlement, les députés et sénateurs utilisent les expressions « l'honorable membre de… », « l'honorable Chef de l'Opposition », ou encore « mon honorable collègue ». Il s'agit simplement d'une courtoisie parlementaire et ne sous-entend aucun titre officiel.
Traditionnellement, les membres des conseils législatifs des États avaient également droit au titre. Cette pratique est toujours en vigueur en Nouvelle-Galles du Sud, en Australie-Occidentale et en Australie-Méridionale. Elle ne l'est plus en Tasmanie. Dans l'État de Victoria, la pratique a été abolie en 2003.

### Canada
Au Canada, les personnes ci-dessous utilisent le prédicat « honorable » (anglais : « Honourable ») avant leur nom :
- Le lieutenant-gouverneur de chaque province, les membres du Sénat canadien et les membres du Conseil privé utilisent le titre « honorable » à vie ;
- Les personnes suivantes portent le titre de « honorable » pendant la durée de leur fonction mais peuvent, sur permission du gouverneur général, conserver le titre « honorable » à vie : 
  - Les présidents de la Chambre des communes ;
  - Les ministres membres de la Chambre des communes ou du Sénat ;
  - Les commissaires des territoires ;
  - Les juges des Cours supérieures du Canada.
- Les personnes suivantes portent le titre de « honorable » pendant la durée de leurs fonctions :
  - Les présidents des assemblées législatives des provinces et des territoires ;
  - Les membres du Conseil exécutif de chaque province ;
  - Les juges des cours municipales, provinciales et territoriales (nommés par les gouvernements des provinces et des territoires).

Ces règles protocolaires sont en vigueur dans l'ensemble du Canada. Toutefois, depuis les années 1960, la province de Québec a cessé de les utiliser.
Certaines personnes peuvent utiliser le titre « très honorable ».

### États-Unis
Aux États-Unis, le préfixe « l'honorable » est utilisé pour un grand nombre d'officiers du gouvernement de haut et moyen rang tombant dans les critères suivants :
- toute personne élue à tout poste public à n'importe quel niveau du gouvernement américain ;
- toute personne nommée par le président à un poste sujet à confirmation par le Sénat américain.

L'expression « Your Honor » est habituellement réservée aux juges et magistrats (à qui on s'adresse ainsi lorsqu'ils président à un tribunal). Certains maires de villes, comme le maire de la ville de New York ont également ce titre.

### Hong Kong
À Hong Kong, le prédicat « l'honorable » est utilisé pour les personnes suivantes :
- les membres du Conseil Législatif ;
- les membres du Conseil exécutif ;
- le Chef de l'exécutif ;
- le Secrétaire en chef, le Secrétaire financier, le Secrétaire de justice, et les Secrétaires de Bureaux ;
- les juges de la Cour finale d'appel ;
- les juges de la Haute Cour ;
- les porteurs de la Grand Bauhinia Medal, la médaille la plus importante dans le système d'honneurs de Hong Kong.

### Île de Man
Dans l'usage mannois, le prédicat « l'honorable » est utilisé pour un ministre pour la durée de son mandat.

### Nouvelle-Zélande
En plus de l'usage standard dans le Commonwealth, l'Orateur de la Chambre des représentants a droit au prédicat « l'honorable ». Les Néo-Zélandais qui sont « honorables » en vertu de leur poste se voient habituellement accorder le prédicat à vie par courtoisie lorsqu'ils quittent leur poste.

### Royaume-Uni

#### Droits d'usage
Au Royaume-Uni, tous les fils et filles des vicomtes et des barons et les plus jeunes fils des comtes (earls) ont droit à ce prédicat, (les filles et les plus jeunes fils des ducs et marquis et les filles des comtes portent l'honorifique supérieur de Lord ou Lady avant leur prénom, et les fils aînés des ducs, marquis et comtes [earls] sont connus par un des titres subsidiaires de leur père ou de leur mère). Le titre en est un de courtoisie seulement ; sur les documents légaux, on les décrit, par exemple, comme « John Smith, Esq., communément appelé L'honorable John Smith ». Comme les épouses des fils des nobles partagent les titres de leurs époux, les épouses des fils de vicomtes et barons, ainsi que des plus jeunes fils des earls, sont appelés (par exemple) « L'honorable Mme John Smith ».
Certaines personnes ont droit à ce préfixe en vertu du poste qu'ils occupent. Des règles existent permettant à certaines de ces personnes de garder le prédicat « l'honorable » même après la retraite.
- Les juges de la Haute Cour et autres cours supérieures dans le Commonwealth (si le juge est un chevalier, le titre Sir John Smith sera utilisé socialement plutôt que « L'honorable John Smith ») ;
- Les membres des conseils exécutifs (par extension, des cabinets) ;
- Les membres du Conseil privé de la Reine pour le Canada ;
- Membres des conseils législatifs (ou sénats) où la législature est bicamérale ;
- Certains représentants du souverain, par exemple les lieutenant-gouverneurs des provinces canadiennes.

Plusieurs entités corporatives ont également droit au prédicat, par exemple :
- les honorables communes du Royaume-Uni réunies en Parlement (la Chambre des communes) ;
- l'honorable East India Company ;
- l'honorable Artillery Company ;
- l'honorable Society of the Inner Temple, etc.

#### Usage
Le prédicat « l'honorable » est toujours inscrit sur les enveloppes (où on l'abrège souvent par « l'hon. ») et de manière formelle ailleurs, omettant l'appellation « Mr » ou « Esq. » Dans la langue parlée, toutefois, « l'honorable John Smith » sera simplement appelé M. John Smith.
À la Chambre des communes et d'autres chambres basses du parlement et les autres législatures, les députés s'appellent « honorables membres » entre eux par courtoisie, malgré le fait qu'ils n'ont pas droit à ce titre par écrit.
Lorsqu'une personne a droit au prédicat « le très honorable » il utilisera ce préfixe supérieur au lieu de « l'honorable ».

### Italie
Quoique n'étant pas un pays anglo-saxon, depuis l'Unité italienne, l'usage parlementaire a conféré le préfixe d'« honorable » (onorevole, On.) aux membres des deux chambres du Parlement, pendant la durée de leur mandat. Alors que pour les membres de la Chambre des députés, «honorable» est utilisé seul, pour les membres du Sénat de la République, il est utilisé «honorable sénateur» ou, simplement, «sénateur».